# Voskovka vosková
Voskovka vosková (Hygrocybe ceracea), jinak také šťavnatka bledožlutá či šťavnatka vosková, je druh houby z čeledi šťavnatkovité (Hygrophoraceae). V Červeném seznamu hub České republiky je druh uveden jako druh s nedostatečně známým rozšířením.

## Znaky
Klobouk dorůstá 0,5-4,5 cm v průměru. V mládí polokulovitý, postupně se plošně rozevírá, přičemž se okraje mohou mírně nadzvednout a ve středu klobouku se formuje nízký hrbol. Pokožka slizká, výrazně žlutá až oranžovožlutá, ve středové části zbarvení výraznější. Zhruba do poloviny poloměru klobouku je znatelné světlé rýhování.
Stejně zbarvené, tlusté lupeny jsou u třeně široce připojené či mírně sbíhavé, na klobouku jsou řídce uspořádány. Výtrusný prach je bílý.
Třeň je 1,5-10 cm dlouhý, válcovitý, místy může být mírně zploštělý, barvu má stejnou, jako zbytek houby, válcovitý, u báze je mírně ztenčený, naoranžovělý.
Dužnina je tenká, žlutavá, nemá žádnou chuť ani vůni.

## Užití
Nejedlý druh.

## Ekologie
Od září do listopadu můžeme tuto voskovku najít na vlhkých, kyselých, výše položených travnatých plochách, např. na loukách, pastvinách, hřbitovech, lesích, jejich okrajích nebo v parcích.

## Rozšíření
Druh byl popsán v oblastech Evropy, Islandu, Grónska, Severní Ameriky, Brazílie, Austrálie, Tchaj-wanu, Ruska, Japonska, Blízkého východu a Indie. 

## Galerie

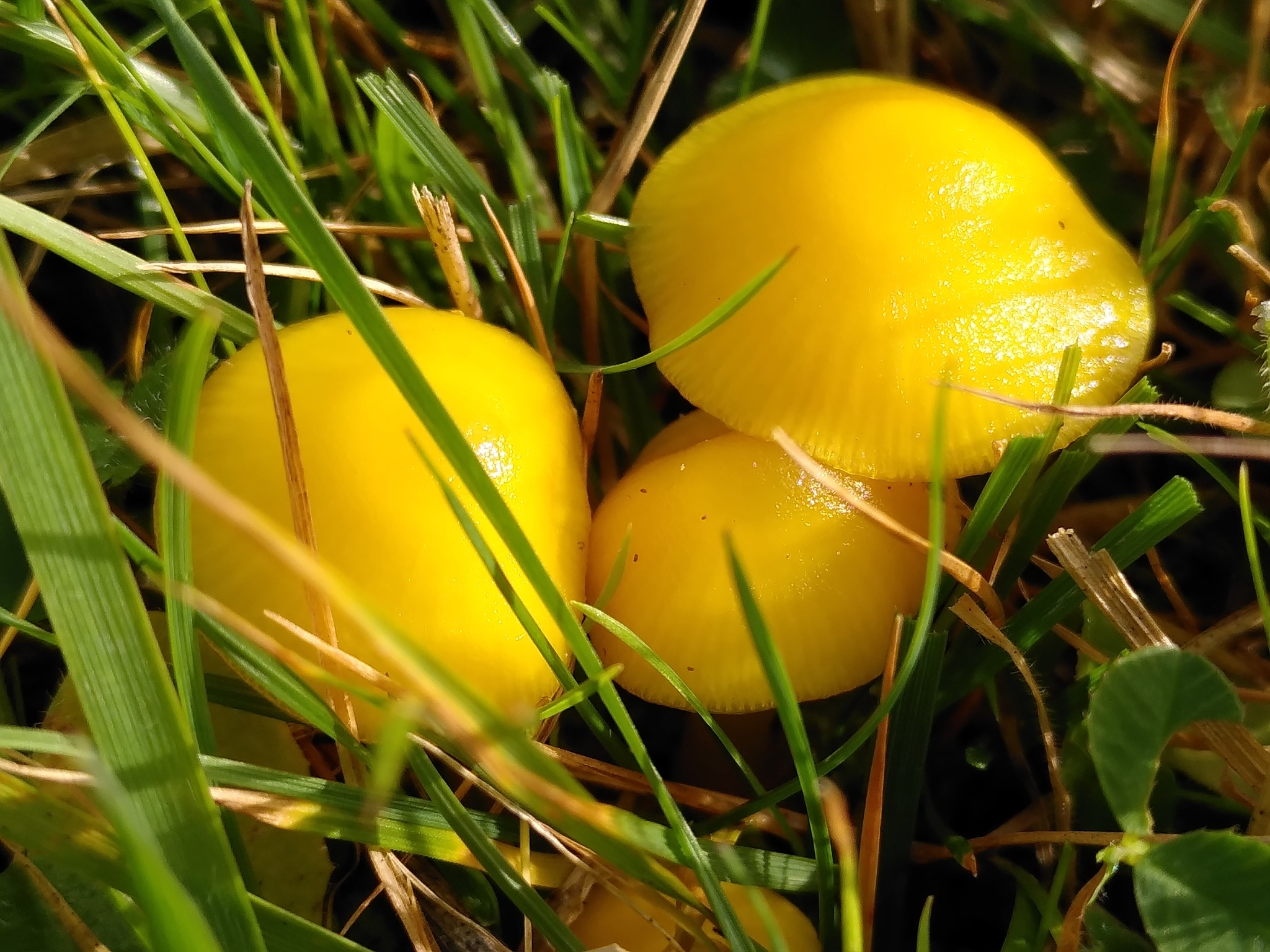
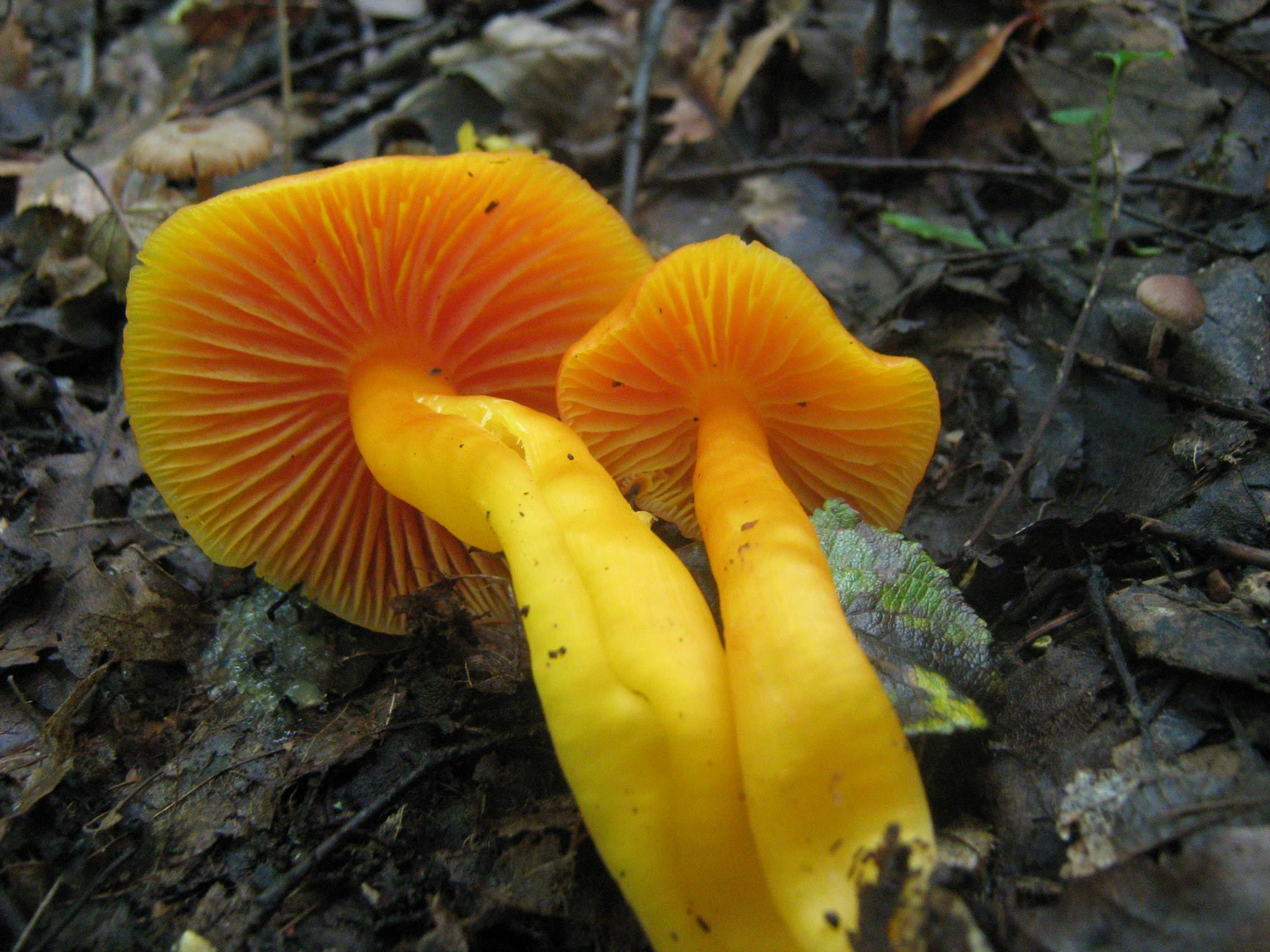
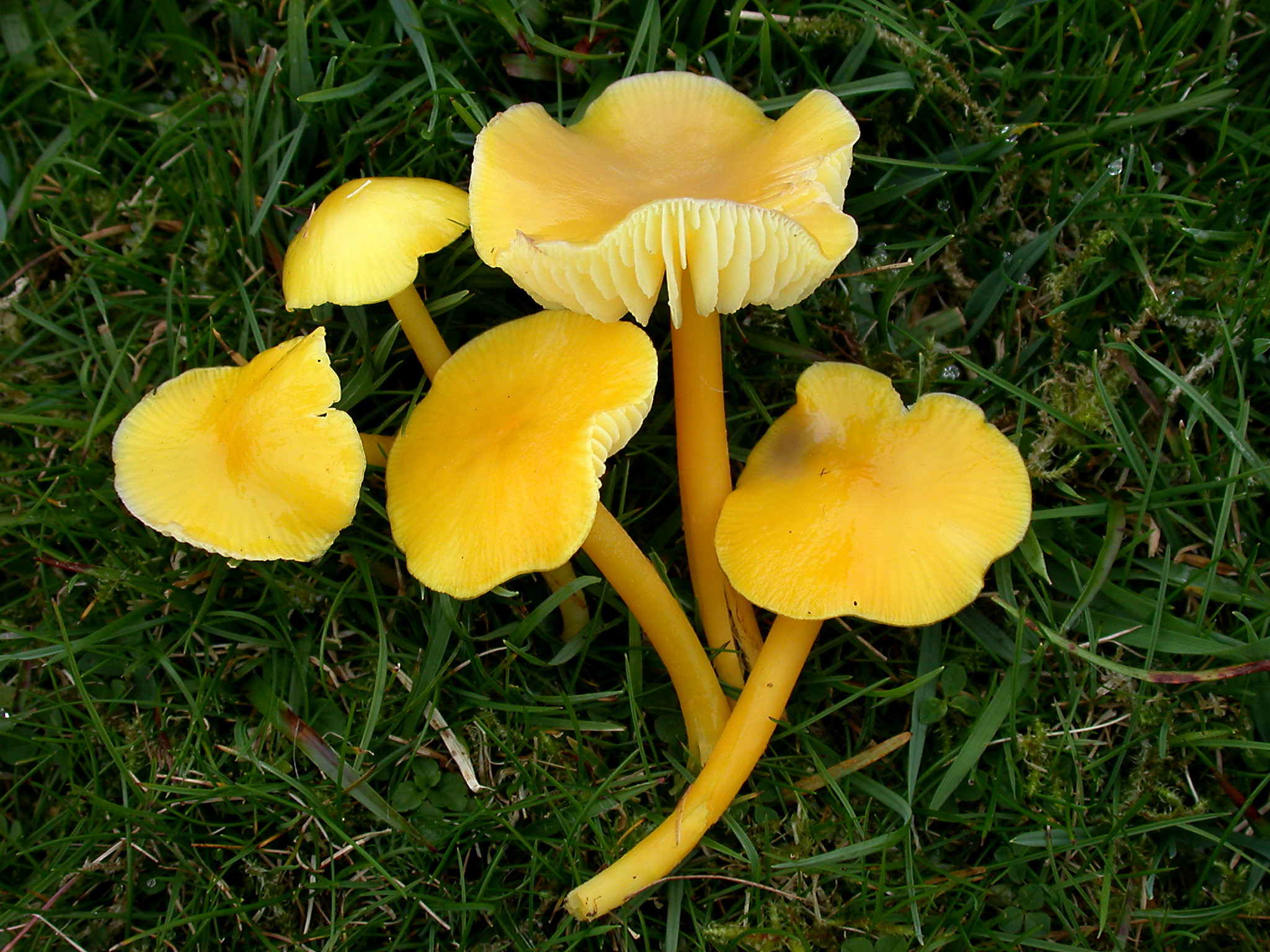
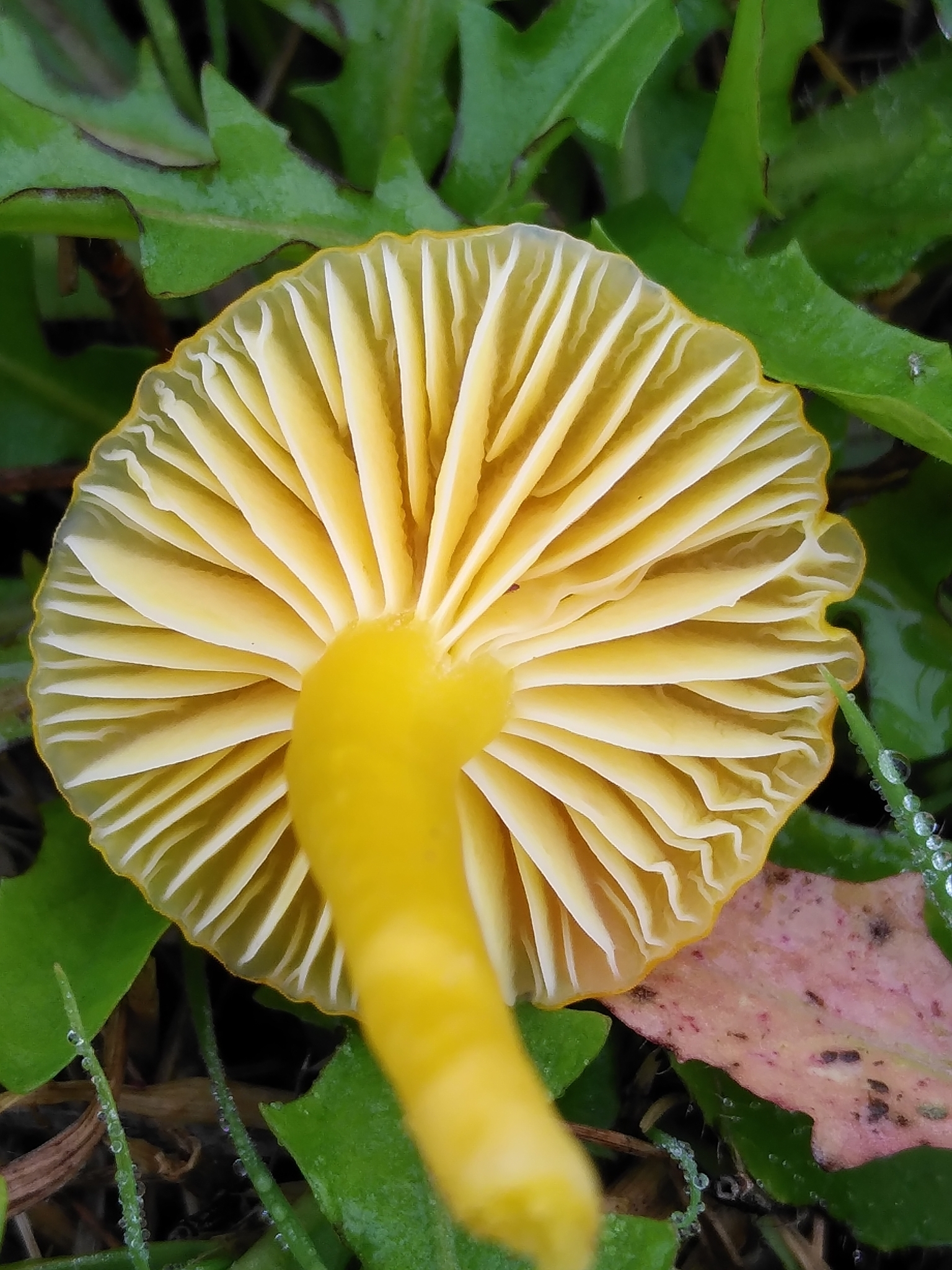
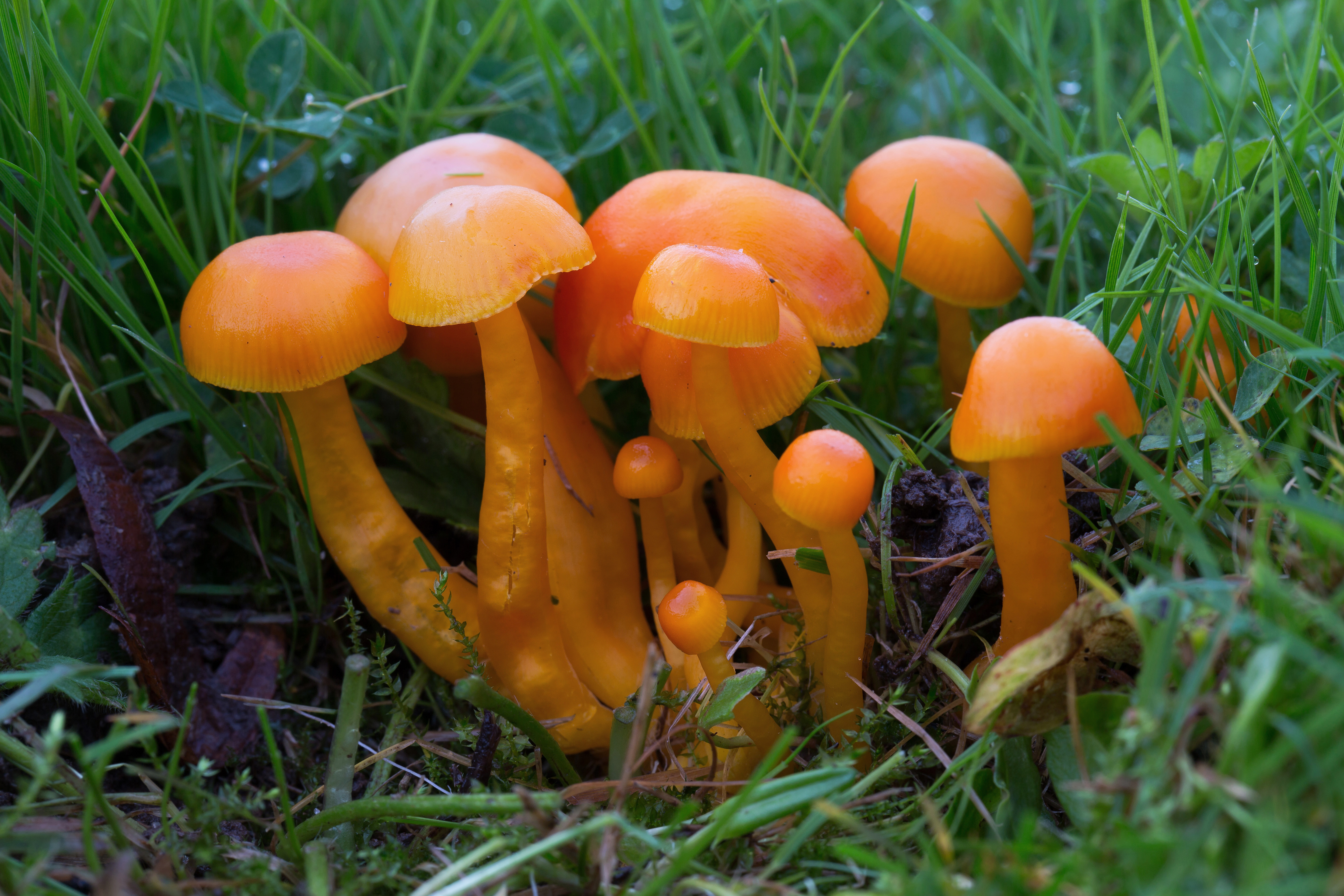

## Možnost záměny
- Voskovka kluzkonohá (Hygrocybe glutinipes) - liší se slizkým třeněm
- Voskovka citronová (Hygrocybe chlorophana) - liší se úzce připojenými lupeny